# Gare de Chapois
La gare de Chapois est une ancienne gare ferroviaire belge de la ligne 162, de Namur à Sterpenich (frontière du Luxembourg), située au hameau de Chapois sur le territoire de la commune de Ciney, dans la province de Namur en Région wallonne.
Ouverte depuis 1934, c'est une halte ferroviaire de la Société nationale des chemins de fer belges (SNCB) desservie par des trains Omnibus (L) et d'Heure de pointe (P).

## Situation ferroviaire
Établie à 276 m d'altitude, la gare de Chapois est située au point kilométrique (PK) 32,90 de la ligne 162, de Namur à Sterpenich (frontière du Luxembourg), entre les gares de Leignon et Haversin.

## Histoire
La ligne de Namur à la frontière du Luxembourg est mise en service par sections en 1858 par la Grande compagnie du Luxembourg ; celle de Ciney à Grupont, qui passe à Chapois est livrée à l'exploitation le 17 juillet 1858.
C'est seulement le 7 octobre 1934 que la Société nationale des chemins de fer belges (SNCB) met en service un point d'arrêt au passage à niveau de Chapois.
Sa fréquentation étant assez faible, la SNCB envisagea de supprimer l'arrêt de Chapois lors de la mise en place des horaires cadencés du plan IC-IR le 3 juin 1984. Finalement, à partir de l'hiver 1993, la desserte est restreinte aux seuls trains d'heure de pointe (seulement 2 aller-retours en 1994) et disparaît le week-end.
La desserte par les trains L est rétablie en septembre 1996 ; ces trains s'y arrêtent également le week-end[Depuis quand ?]

## Service voyageurs

### Accueil
Halte de la SNCB, c'est un point d'arrêt non gardé (PANG). Elle dispose de deux quais avec abris. Le passage d'un quai à l'autre se fait par le passage à niveau.

### Desserte
Chapois est desservie toutes les deux heures, en semaine comme les week-ends, par des trains L circulant entre Ciney et Rochefort-Jemelle.
En semaine, cette desserte est renforcée, le matin, par un train P de Namur à Luxembourg et un de Libramont à Ciney ; l’après-midi par un train P de Namur à Rochefort-Jemelle et un autre de Libramont à Ciney.

### Intermodalité
Quelques places de parking sont disponibles à proximité. Le site est desservi par des bus du réseau TEC Namur-Luxembourg.

## Comptage voyageurs
Le graphique et le tableau montrent le nombre de passagers qui en moyenne embarquent durant la semaine, le samedi et le dimanche.
| Nombre de voyageurs qui embarquent à la gare de Chapois | Nombre de voyageurs qui embarquent à la gare de Chapois | Nombre de voyageurs qui embarquent à la gare de Chapois | Nombre de voyageurs qui embarquent à la gare de Chapois |
|                                                         | Semaine                                                 | Samedi                                                  | Dimanche                                                |
| ------------------------------------------------------- | ------------------------------------------------------- | ------------------------------------------------------- | ------------------------------------------------------- |
| 1977                                                    | 69                                                      | 19                                                      | 29                                                      |
| 1978                                                    | 90                                                      | 22                                                      | 16                                                      |
| 1979                                                    | 73                                                      | 21                                                      | 11                                                      |
| 1980                                                    | 53                                                      | 21                                                      | 15                                                      |
| 1981                                                    | 43                                                      | 26                                                      | 36                                                      |
| 1982                                                    | 40                                                      | 14                                                      | 10                                                      |
| 1983                                                    | 46                                                      | 18                                                      | 8                                                       |
| 1984                                                    | 46                                                      | 7                                                       | 19                                                      |
| 1985                                                    | 39                                                      | 17                                                      | 14                                                      |
| 1986                                                    | 42                                                      | 9                                                       | 15                                                      |
| 1987                                                    | 39                                                      | 23                                                      | 22                                                      |
| 1988                                                    | 41                                                      | 18                                                      | 6                                                       |
| 1989                                                    | 53                                                      | 15                                                      | 13                                                      |
| 1990                                                    | 44                                                      | 19                                                      | 10                                                      |
| 1991                                                    | 43                                                      | 24                                                      | 11                                                      |
| 1992                                                    | 38                                                      | 21                                                      | 12                                                      |
| 1993                                                    | 20                                                      | -                                                       | -                                                       |
| 1994                                                    | 12                                                      | -                                                       | -                                                       |
| 1995                                                    | 13                                                      | -                                                       | -                                                       |
| 1996                                                    | 37                                                      | -                                                       | -                                                       |
| 1997                                                    | 25                                                      | -                                                       | -                                                       |
| 1998                                                    | 30                                                      | -                                                       | -                                                       |
| 1999                                                    | 24                                                      | -                                                       | -                                                       |
| 2000                                                    | 51                                                      | -                                                       | -                                                       |
| 2001                                                    | 32                                                      | -                                                       | -                                                       |
| 2002                                                    | 27                                                      | -                                                       | -                                                       |
| 2003                                                    | 30                                                      | 5                                                       | 10                                                      |
| 2004                                                    | 35                                                      | 9                                                       | 6                                                       |
| 2005                                                    | 37                                                      | 11                                                      | 12                                                      |
| 2006                                                    | 34                                                      | 8                                                       | 21                                                      |
| 2007                                                    | 30                                                      | 11                                                      | 11                                                      |
| 2008                                                    | -                                                       | -                                                       | -                                                       |
| 2009                                                    | 38                                                      | 15                                                      | 4                                                       |
| 2010                                                    | -                                                       | -                                                       | -                                                       |
| 2011                                                    | -                                                       | -                                                       | -                                                       |
| 2012                                                    | 58                                                      | 12                                                      | 12                                                      |
| 2013                                                    | 51                                                      | 14                                                      | 15                                                      |
| 2014                                                    | 58                                                      | 28                                                      | 22                                                      |
| 2015                                                    | 46                                                      | 22                                                      | 29                                                      |
| 2016                                                    | 59                                                      | 15                                                      | 8                                                       |
| 2017                                                    | 63                                                      | 17                                                      | 10                                                      |
| 2018                                                    | 35                                                      | 16                                                      | 11                                                      |
| 2019                                                    | 48                                                      | 29                                                      | 14                                                      |
| 2020                                                    | 37                                                      | 7                                                       | 4                                                       |
| 2021                                                    | -                                                       | -                                                       | -                                                       |
| 2022                                                    | 33                                                      | 30                                                      | 15                                                      |
| 2023                                                    | 35                                                      | 12                                                      | 7                                                       |
| 2024                                                    | 34                                                      | 22                                                      | 18                                                      |